# La bussola d'oro (videogioco)
La bussola d'oro (The Golden Compass) è un videogioco d'azione-avventura sviluppato dalla Shiny Entertainment e pubblicato dalla SEGA. Il gioco è basato sull'omonimo film basato sul romanzo. È stato distribuito a dicembre, prima del film, per la maggior parte delle console casalinghe. È stato l'ultimo titolo pubblicato dalla Shiny Entertainment prima della fusione con la The Collective. È stato il decimo videogioco più venduto in tutti i formati nel Regno Unito nel 2007.